# تحلیل مؤلفه‌های مستقل
تحلیل مؤلفه‌های مستقل (Independent Component Analysis) روشی است برای جداسازی سیگنال به مجموع چند سیگنال دیگر به طوری که سیگنالهای حاصل مستقل و دارای توزیع غیر گوسی باشند. این روش یک مورد از جداسازی کور منابع یا blind source separation می‌باشد. معمولاً مسئله در حالت ساده‌تری در نظر گرفته می‌شود که هیچ‌گونه تأخیری در دریافت سیگنال‌ها وجود ندارد.

## تعریف مسئله
تحلیل مولفه‌های مستقل، یک روش یادگیری بدون نظارت بوده که برای جداسازی بردارهای مستقل آماری از یک مجموعه از بردارهای مشاهده شده استفاده می‌شود. این روش، بردارهایی را پیدا می‌کند که استقلال آماری را بیشینه کنند. روش‌های گوناگونی برای سنجش استقلال آماری موجود است که انتخاب هر روش، می‌تواند شمایل الگوریتم را دستخوش تغییر کند.
رایج‌ترین تعریفی که برای استقلال آماری در نظر گرفته می‌شود، به شرح زیر است:
دو بردار از هم مستقل آماری هستند اگر
1. مقدار اطلاعات مشترک میان آن‌ها کمینه باشد
2. مقدار غیرگوسی بودن توزیع آن‌ها بیشینه باشد

شرط دوم برخواسته از قضیه حد مرکزی است؛ زیرا طبق قضیه حد مرکزی، جمع دو مولفهٔ مستقل، توزیع نزدیک‌تری به توزیع نرمال نسبت به هریک از مولفه‌ها خواهد داشت.
بدین شکل، پایه‌های نظری مربوط به مسئله تحلیل مولفه‌های مستقل به دست می‌آید که اگر از بردارهای مشاهده شده، به بردارهایی برسیم که در مرحله اول مستقل باشند و مرحله دوم، توزیع دورتری به توزیع نرمال نسبت به بردارهای مشاهده‌شده داشته باشند، پس احتمالاً بردارهای به دست آمده بردارهایی هستند که بردارهای مشاهده شده از ترکیب خطی آن‌ها به دست آمده‌اند یا به بیان دیگر، بردارهای به دست آمده بردارهای منبع هستند.

## تعریف ریاضیاتی
فرض کنید مجموعه {\displaystyle x=(x_{1},x_{2},...,x_{n})^{T}} را به عنوان بردارهای مشاهده شده از محیط داریم و می‌خواهیم مجموعه {\displaystyle s=(s_{1},s_{2},...,s_{n})^{T}} را به عنوان بردارهای مستقل و غیرگوسی پیدا کنیم که داشته باشیم: {\displaystyle x_{i}=\sum _{j}a_{ij}s_{j}}. درواقع هر بردار مشاهده شده، یک ترکیب خطی از بردارهای منبع است. از آن‌جایی که فرض کرده‌ایم بردارهای منبع مستقل خطی بوده و بردارهای مشاهده‌شده ترکیب خطی از بردارهای منبع هستند می‌توانیم بنویسیم {\displaystyle s_{i}=\sum _{j}w_{ij}x_{j}} یا به عبارت دیگر {\displaystyle s=Wx}. پس یافتن {\displaystyle s} هم‌ارز با یافتن ماتریس وزن‌های {\displaystyle W} می‌باشد. به بیان دیگر ماتریس{\displaystyle W}، یک تبدیل خطی‌است که مجموعه بردارهای وابستهٔ {\displaystyle x} را به مجموعه بردارهای مستقل و غیرگوسی {\displaystyle s} تبدیل می‌کند.

## روش‌های ارزیابی استقلال آماری دو بردار
برای ارزیابی هر یک از این شروط مسئله تحلیل مولفه‌های مستقل، سنجه‌های مختلفی موجود است. به عنوان مثال برای سنجش شرط اول یا همان اطلاعات مشترک میان دو بردار از واگرایی کولبک لیبلر یا حداکثر آنتروپی استفاده می‌شود.
همچنین برای سنجش شرط دوم، یا همان غیرگوسی بودن توزیع بردارهای به دست آمده از معیارهایی مانند کشیدگی و negentropy استفاده می‌گردد.

## پیش‌پردازش
الگوریتم‌های تحلیل مولفه‌های مشترک معمولاً به عنوان یک مرحله پیش‌پردازشی، از تبدیل سفیدکننده، روش‌های کاهش ابعاد و نرمال‌سازی داده‌ها استفاده می‌کنند. این مرحله پیش‌پردازش به ساده‌سازی مراحل بعدی الگوریتم کمک می‌کند. تبدیل سفیدکننده و کاهش بعد می‌توانند به کمک روش تحلیل مولفه‌های اصلی انجام شوند.